# Tomas Gumppenberg
Karl Thomas Maria Frhr. von Gumppenberg (Tirolo, 10 marzo 1904 – Aqtöbe, 5 gennaio 1984) è stato un presbitero austriaco, vittima della Persecuzione dei cristiani in URSS, prigioniero di Gulag, Servo di Dio.

## Biografia
Nel 1929 viene ordinato sacerdote e nel 1939 fu mandato in missione in Lettonia. Oltre a dedicarsi alla pastorale fu anche un brillante architetto, su suo progetto vengono costruiti una ventina di altari di stile gotico e barocco. Nel 1940, in seguito all'accordo fra Hitler e Stalin, il territorio della repubblica lettone viene incluso nell'URSS. Gumppenberg viene arrestato nell'autunno del 1945 e condannato a 7 anni di Gulag in Siberia, lavora in campo edilizio e alla progettazione di un ponte. In seguito, nell'Estremo Nord della Repubblica Socialista Federativa Sovietica Russa, lavora in miniera. Alla causa della salute viene trasferito in un lager vicino a Mosca, dove lavora all'estrazione della torba. Un medico ebreo riesce a fargli avere un posto di lavoro come intonacatore all'interno dell'ospedale di un lager per prigionieri di guerra tedeschi. Dopo la liberazione riprende il suo lavoro nelle parrocchie della Repubblica Socialista Sovietica Lettone. Per confessarsi da lui, giungono penitenti da località lontane 200-300 chilometri da Riga. Nel dicembre 1979 ritorna in Repubblica Socialista Sovietica Kazaka per prendersi cura, in particolare, dei tedeschi deportati dalla Repubblica Socialista Sovietica Ucraina alla fine della Seconda guerra mondiale, provenienti in gran parte dalla Provincia di Odessa.